# مرسيدس بنز أكتروس
أكتروس (بالألمانية: Actros) هي شاحنة نقل ثقيلة من صنع شركة مرسيدس بنز الألمانية. تستخدم هذه الشاحنة لنقل البضائع والسلع وتاتي بمحركين الأول بسعة 6 إسطوانات والثاني بثماني إسطوانات.
مرسيدس-بنز أكتروس Mercedes-Benz Actros هي شاحنة للخدمة الشاقة قدمتها مرسيدس-بنز في معرض ألمانيا الدولي للسيارات (الإختصارIAA) للمركبات التجارية عام 1996 في هانوفر بألمانيا كبديل لـشاحنة SK. الذي يتم استخدامه عادة في النقل لمسافات طويلة، والنقل الثقيل للتوزيع ونقل البناء. وهي متوفرة بأوزان تبدأ من 18 طناً؛ ويتم تشغيلها بواسطة محرك ديزل مضمن 6 محرك مع شاحن توربيني ومبرد داخلي. أطلقت دايملر ترك الإصدار الثاني من أكتروس في عام 2002، والنسخة الثالثة في عام 2007. وتم إطلاق الجيل الرابع من أكتروس، الذي أطلق عليه رسمياً اسم «أكتروس الجديدة» ، في يوليو 2011.

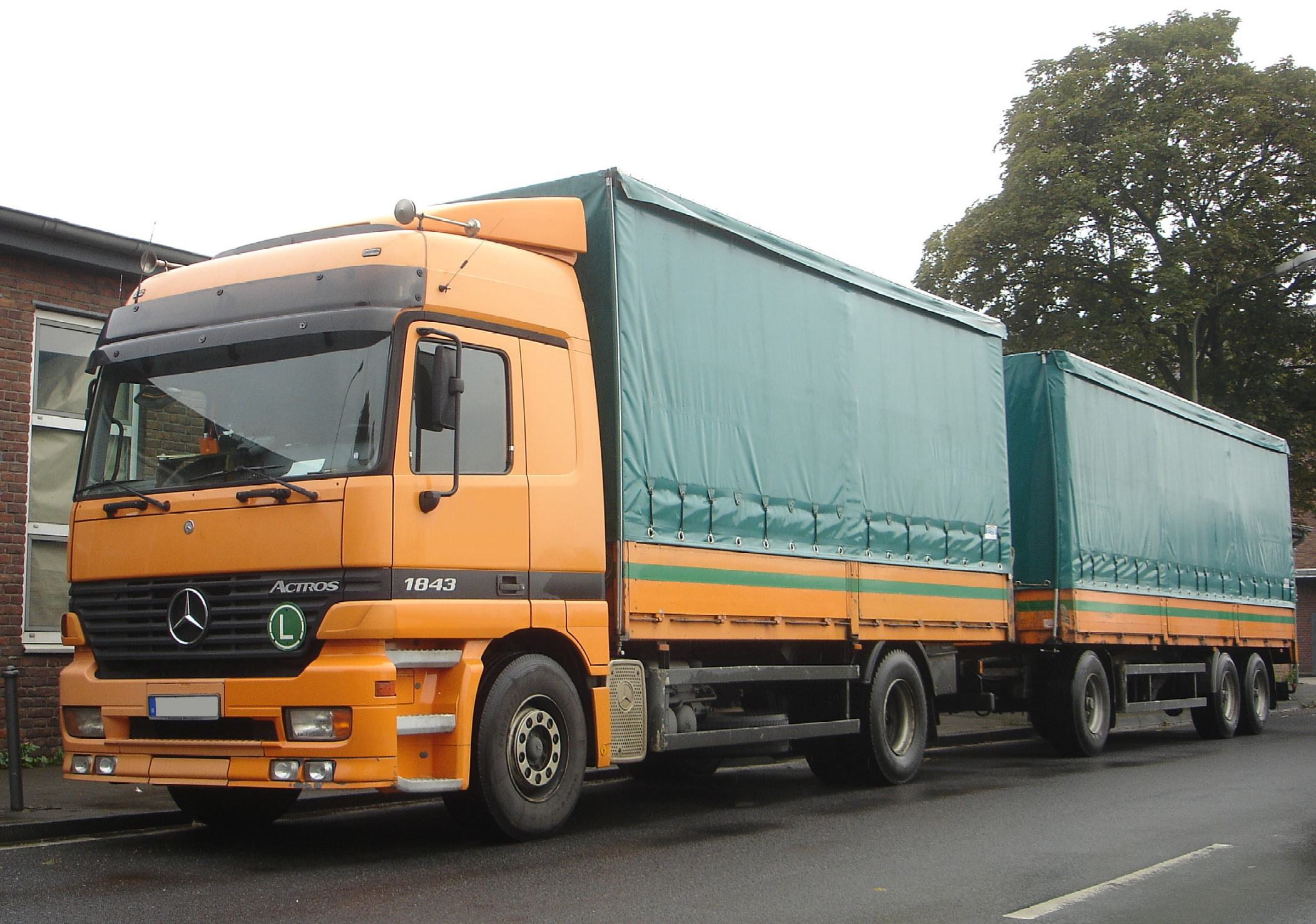
مرسيدس-بنز (الجيل الأول)

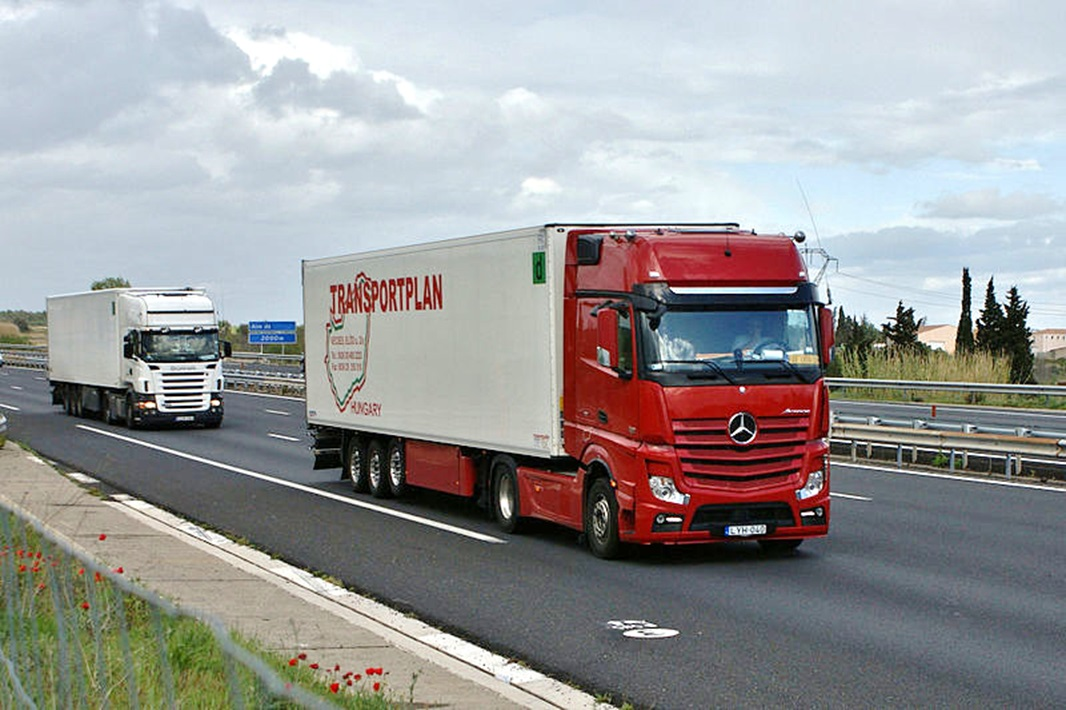

## الجيل الأول (1996-2003)

### الجيل الأول إم بي الأول
تم تقديم الجيل الأول من أكتروس في عام 1996 واستمر الإنتاج حتى عام 2003 وكان له ميزات مبتكرة مثل نظام الفرامل الهوائية المتحكم فيه إلكترونياً، ومكابح قرصية ذكية على كل من الأمام والخلف، وإدخال تقنية شبكة منطقة التحكم (CAN) للهيكل ونظام الدفع. ودائرة كهربائية تعمل بالهواء المضغوط في طرازات ناقل الحركة الجديدة وإدخال محركات الديزل الجديدة (OM 500 V6) وV8 مع التحكم في محرك تيليجنت.

### الهيكل ومجموعة نقل الحركة
كانت أكتروس أول شاحنة تظهر بالتعاون بين المصممين ومهندسي الديناميكا الهوائية، حيث تمكنت الشركة المصنعة من تقليل مقاومة التدفق بنسبة 17٪.
شاصيه أكتروس متوفر في محورين أو ثلاثة أو أربعة مع خيار التعليق الهوائي. يمكن اختيار قاعدة عجلات إجمالية تبلغ 3300 ملم و6300 ملم، ويتوفر إصدار البناء لشاحنة أكتروس بين 3300 و5100 مم بقاعدة عجلات مع خيار التعليق الهوائي أو الجانبي على المحور الأمامي ونوابض الأوراق المكافئة في الخلف.
تم تجهيز النسخة الهيكلية لشاحنة أكتروس بتكوين المحور 4x2 بفرامل أسطوانية.

### المحرك وناقل الحركة
تم تجهيز محركات أكتروس إم بي الأول بمحرك (OM501LA V6) أو (OM502 V8) مقترن بعلبة تروس يدوية 16 سرعة أو علبة تروس أوتوماتيكية تعمل بالهواء المضغوط ذات 16 سرعة.

### معالجة الوقود
ميزة أخرى جديدة في أكتروس هي نظام حقن الوقود بفوهة خط المضخة، وهو تحسين لمضخات التوصيل التي تم استخدامها منذ عقود. تحتوي كل أسطوانة على مضخة الحقن الخاصة بها والتي يتم تشغيلها بواسطة عمود الحدبات الخاص بها.

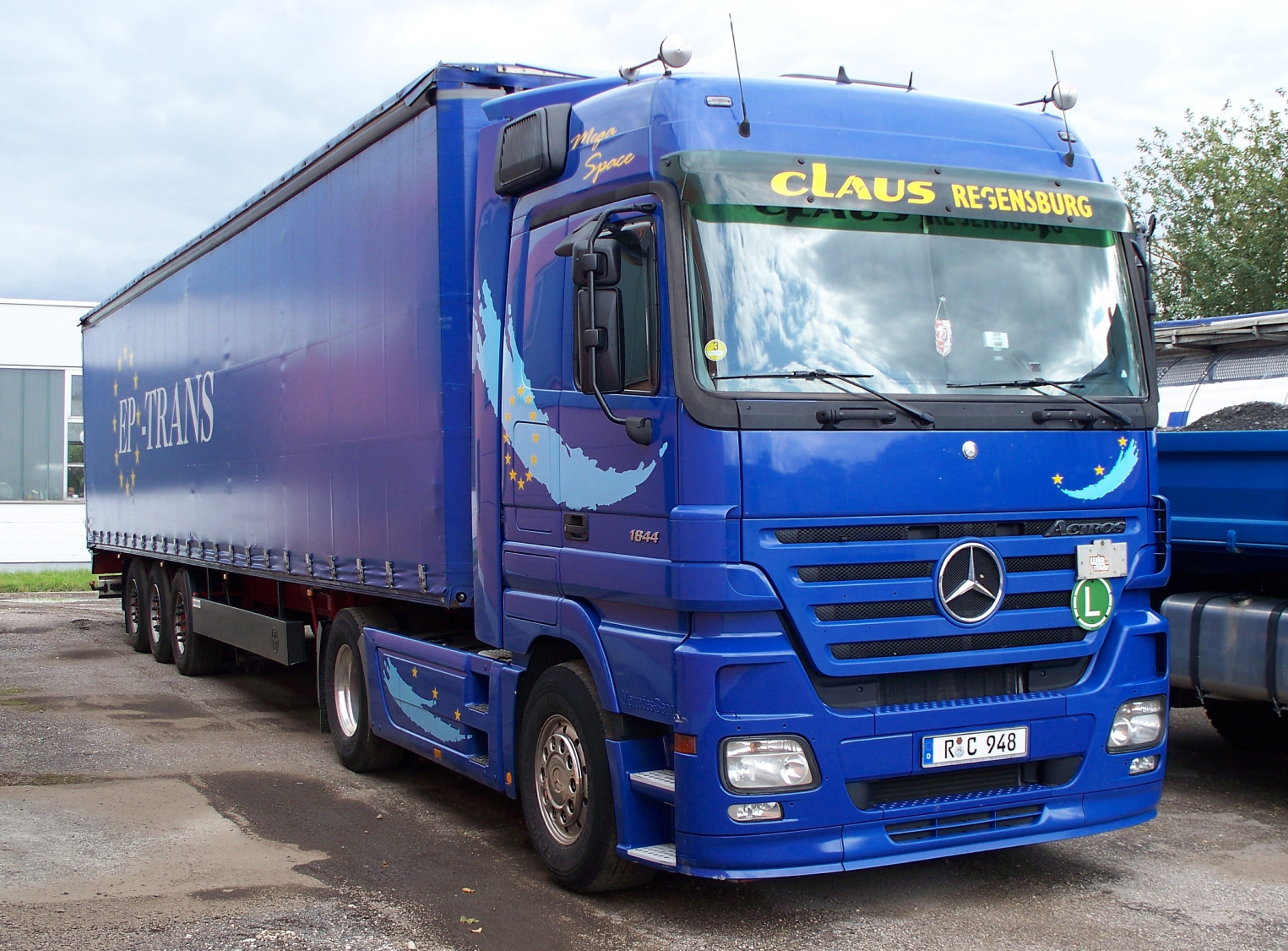
مرسيدس-بنز (الجيل الثاني)

## الجيل الثاني (2003-2008)

### الجيل الثاني إم بي الثاني
تم إطلاق الجيل الثاني من أكتروس في عام 2003 بمكونات داخلية وخارجية مطورة مثل المصابيح الأمامية الجديدة ثنائية زينون والمتوافقة مع انبعاثات يورو 3. محور خلفي أخف ومعدات خاصة جديدة كذلك أصدرت مرسيدس بنز إصداراً خاصاً جديداً من أكتروس، (سلسلة الطبعة السوداء) التي تقتصر فقط على 250 وحدة. تأتي (سلسلة الطبعة السوداء) هذه بمحرك (OM502LA V8) بقوة 612 حصاناً مع مكونات داخلية وخارجية مطورة مثل القيقب عين الطائر وعجلة القيادة وأغطية المقاعد المكسوة بالجلد مع شارة مرسيدس بنز «النجمة» وهي شبكة مصممة خصيصاً مع مشبك من الكروم. وساحة أمامية جديدة مع شبك من الفولاذ المقاوم للصدأ، ومصابيح أمامية مطلية بالكروم ومرايا جانبية مطلية بالكروم.

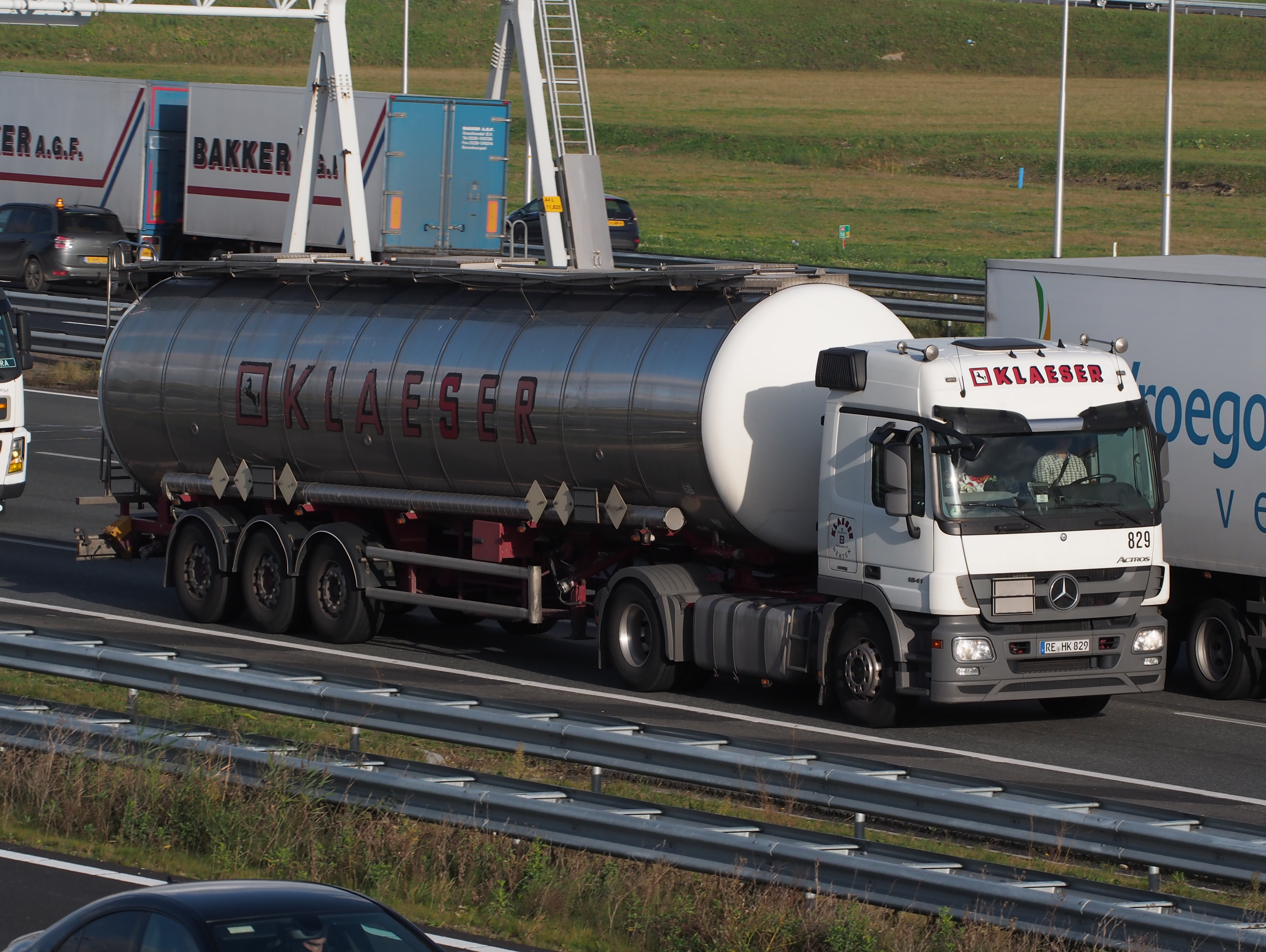
مرسيدس-بنز (الجيل الثالث)

## الجيل الثالث (2008-2012)

### الجيل الثالث أكتروس إم بي الثالث
تم تقديم الجيل الثالث من أكتروس في عام 2008 في معرض معرض ألمانيا الدولي للسيارات (الإختصارIAA) للمركبات التجارية وكان آخر تجديد لشاحنة أكتروس السابقة.
التغييرات في أكتروس إم بي الثالث هي المرآة الجانبية التي تم تكييفها من طرازات الإصدار الخاص للجيل السابق ولديها أقواس مغلقة ومصابيح أمامية بي إكسنون منقحة قليلاً.
انتهى إنتاج الجيل الثالث من أكتروس في عام 2011 واستبدل بشاحنة أكتروس الجديدة، لكن الإنتاج مستمر في آسيا ودول أخرى.

## المحركات
تم تجهيز مرسيدس بنز أكتروس بنوعين من المحركات (OM 501 LA-541) و(OM 502 LA-542). محرك (OM 501) هو محرك سداسي الأسطوانات سعة 12 لتراً، ويتراوح إنتاجه من 310 إلى 480 حصان. نظام إدارة المحرك المستخدم في هذا المحرك هو (بمب لايتنغ دسوس- الإختصارPLD) الذي يشتمل على مضخات أحادية التوصيل لكل أسطوانة تزود الوقود تحت ضغط (حتى 1600 بار) لصمامات الحقن. تراقب وحدة التحكم بالرنين المغناطيسي جميع ظروف تشغيل المحرك عبر عدة مستشعرات وتغير ضغط الحقن ليناسب كل حالة تشغيل. (OM502) هو محرك ثماني الأسطوانات، ويتراوح إنتاجه من 350 حصان إلى 652 حصان.
يوفر الإصدار الرابع العديد من خيارات المحرك إما في يورو-5 أو يورو-6. في يورو-6، يتم استخدام ستة محركات مضمنة في كلا السلسلتين (OM471) مع مدى قدرة محرك 12.8 لتر: 422 حصاناً إلى 530 حصاناً و(OM473) مع 15.6 لتراً خرج قدرة نطاق المحرك: 517 حصاناً إلى 626 حصاناً، مع ضغط العمود المشترك 2800 بار وعمود كامات مزدوج مع 4 صمامات لكل أسطوانة للطرازات المتوافقة.

## المحرك
تأتى الأكتروس مع محركين الأول يدعى OM 501 LA-541 سعته 12000 سي سي ذو 6 اسطوانات على شكل حرف V والثاني يدعى OM 501 LA-541 مع شاحن تربوا قادر على إخراج مابين 310 :420 حصانا.

## ناقل الحركة
يأتي الجيل الثاني مع علبة تروس تسلسلية إلكترونية أطلقت عليها مرسيدس-بنز «علبة تروس تيليجنت». يدفع بالمبدأ المستخدم في بعض جرارات مرسيدس-بنز السابقة؛ باستخدام ذراع نقل السرعات للتحكم في نظام يعمل بالهواء المضغوط يغير التروس. يستخدم صندوق التروس تيليجنت جهاز كمبيوتر، إلى جانب نظام استشعار الحمولة على أداة التوصيل بالعجلة الخامسة، لتقدير الترس المناسب الذي يجب أن تكون فيه الشاحنة. على سبيل المثال، إذا كنت تريد رفع السرعة، يقوم الكمبيوتر بتقدير الحمل على الجرار ووضع المحرك الحالي، ويمنحك الترس المناسب لتقليل المحرك من ناحية أخرى، إذا كنت تريد خفض السرعة، يفترض الكمبيوتر أنك ترغب في التجاوز، ويمنحك ترساً مناسباً للتسريع.
هناك إصدار آلي يعمل مثل نظام تيبترونك الموجود في سيارات مرسيدس-بنز.
الإصدار الرابع الذي تم إطلاقه في عام 2011 يقدم حصرياً ناقل حركة بور شيفت ذو 12 سرعة.

### طريقة العمل
يتكون النظام من رافعة صغيرة مثبتة أسفل مسند الذراع الأيمن ومفتاح مسطح أسفله. حيث إن الرافعة مائلة قليلاً، بحيث تتطابق مع المنحنى الطبيعي ليد السائق عندما يكون على مسند الذراع. تحتوي الرافعة على زرين على كلا الجانبين.  عند التوقف، يجب على السائق الضغط على الزر الأيمن، ثم (أثناء الضغط عليه)، دفع الرافعة للأمام وحررها حدد السرعة الرابعة. يتم عرض الترس الحالي كرقم كبير على الشاشة الرئيسية. بعد القيام بذلك، يضغط السائق على دواسة القابض وينتظر لمدة ثانيتين تقريباً. بعد اكتمال ذراع نقل السرعات، تُسمع نقرة مزدوجة عبر مكبرات الصوت، ويستمر السائق في الانسحاب كالمعتاد.
بمجرد التحرك، يكون للسائق خياران. قد يدفع أو يسحب الرافعة للسماح للكمبيوتر باختيار الترس المناسب له، أو يمكنه استخدام مفتاح التقسيم (المفتاح الصغير أسفل الرافعة) لتحديد التروس مسبقاً. في كلتا الحالتين، يتم اختيار الترس أولاً، ثم يتم الضغط على القابض. على سبيل المثال، إذا كنت في السرعة الرابعة، فإن سحب مفتاح التقسيم لأعلى بمجرد التحديد المسبق للبطء الخامس.
يتم استخدام الزر الأيسر (المعروف باسم «زر التدفق»، لأنه يتدفق بالرافعة) للتبديل إلى الوضع المحايد.

## الغرفة
تأتي كبائن أكتروس بأربعة أنواع:
- إس- مصممة للتشغيل اليومي ومركبات البناء مثل شاحنات الأسمنت. تحتوي الكابينة اليومية على ممتص صدمات أمامي منخفض على الأرض لمنع الانهيار، في حين أن نسخة البناء من الكابينة S بها مصد أمامي أعلى لمنع الاصطدام بعائق عند القيادة على الطرق الوعرة في الموقع.
- إم- مصممة لتوزيع المركبات. إنه يوفر نائماً، على الرغم من عدم التركيز على الراحة كما هو الحال في الكابينة إل. يأتي في إصدارات نائمة قصيرة وطويلة.
- إل- كابينة لمسافات طويلة منخفضة السقف، توفر قيادة مريحة وراحة للسائق.
- إل إتش- «ميجا سبيس»- كابينة ذات سقف مرتفع لمسافات طويلة، مما يوفر الراحة للقيادة الطويلة، فضلاً عن مساحة كافية للسائق و/ أو الراكب للتنقل بحرية حول الكابينة عند الحاجة.

## إلكترونيات
اعتماداً على الطراز إما الأول والثاني والثالث من أكتروس، قد تختلف الإلكترونيات. على سبيل المثال، يشتمل نظام الكبح المعروف باسم EPB أو BS من وابكو على وظائف ABS وASR. هذا النظام موثوق وفعال للغاية. تم تقليل مسافة التوقف في شاحنة أكتروس بشكل كبير مقارنة بسابقتها SK. في الموديلات اللاحقة من أكتورس الثاني وجميع طرز أكتورس ثلاث، تم تحسين نظام الكبح إلى EPB 2.
يتم ربط الإلكترونيات في أكتروس واحد عبر شبكة منطقة التحكم (CAN) في نظام يعرف باسم IES (نظام إلكترونيات متكامل) مع مجموعة الأدوات مثل البوابة المركزية (CGW) أو الطور البيني. في أكتروس الثاني أو الثالث، يتم ربط الإلكترونيات أيضاً بشبكة CAN في نظام يعرف باسم كونتكت (مفهوم الأنظمة الإلكترونية في أكتورس).
هناك مجموعة واسعة من الميزات الإلكترونية الأخرى، يتم تقديمها كإضافات. يتضمن ذلك نظام المساعدة على الحارة (يحذر السائق إذا ترك حارة سيره عن غير قصد) وART للتحكم الذكي في السرعة (الذي يقوم بتشغيل الفرامل إذا توقفت السيارة التي أمامك فجأة) ورادار المظهر الجانبي لتحذير السائق من وجود مركبة في النقطة العمياء، وغيرها الكثير، معظمها موجهة نحو السلامة. يتم تسويق كل منهم باسم «تيليجنت».

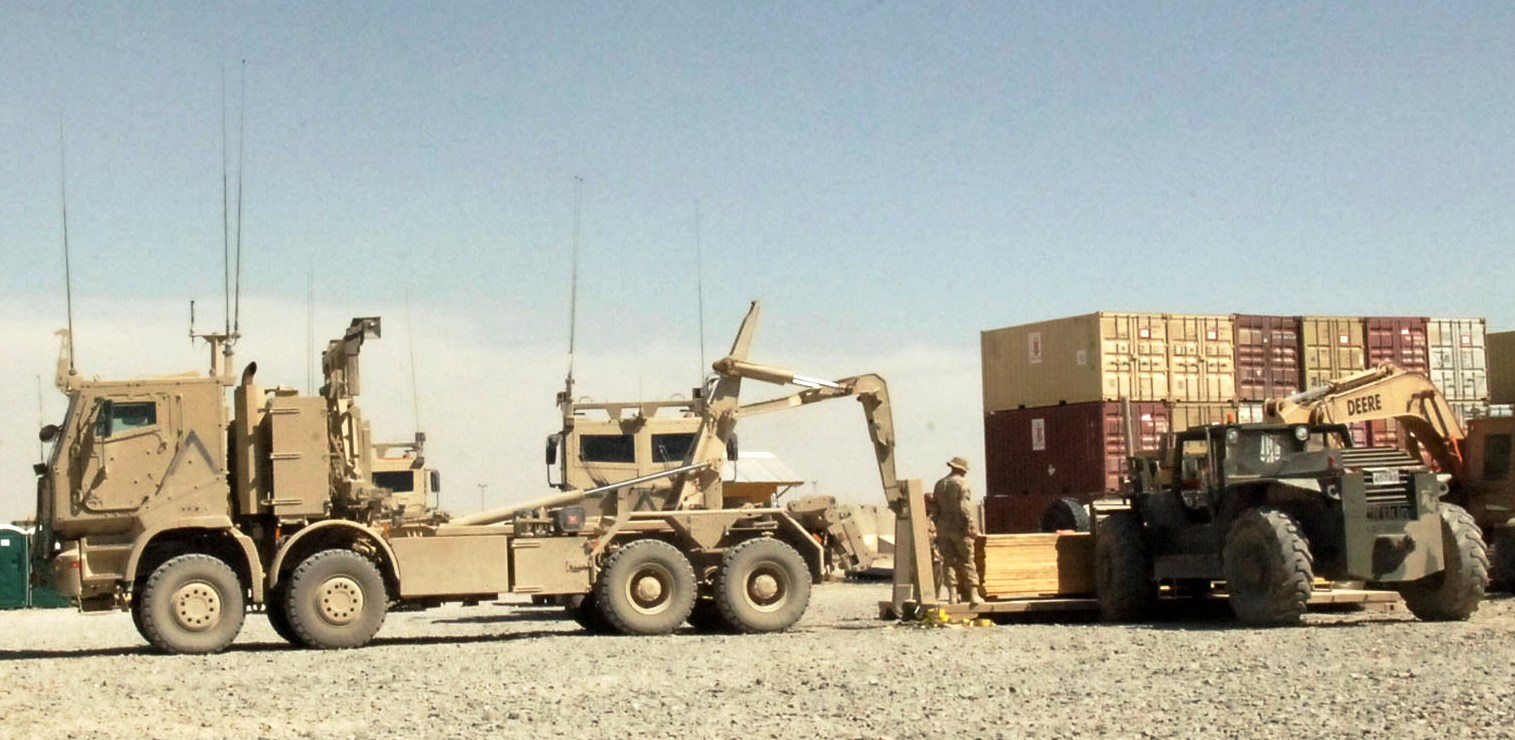
نظام مركبات الدعم الثقيل من (أكتروس) المصفحة للجيش الكندي في أفغانستان

## المتغيرات العسكرية
نظام مركبات الدعم الثقيل المدرعة أكتروس (AHSVS) عبارة عن شاحنة عسكرية مصفحة (86 طلبها الجيش الكندي في عام 2007) باستخدام منصة أكتروس المدنية مع كابينة محمية طورتها شركة تقنيات التنقل على الأرض في جنوب إفريقيا بالتعاون مع كومبوشيلد الدنماركي لمرسيدس بنز.
تستخدم سنغافورة المتغيرات العسكرية من أكتروس لجيشها السنغافوري - في أدوار الدعم اللوجستي للرافعات الثقيلة، المصنفة باسم HMCT (ناقل البضائع عالي الحركة)، مؤخراً كمنصة إطلاق لنظام الدفاع الجوي ومقطورة الصواريخ الباليستية العابرة للقارات. تقوم شركة SAF بتشغيل 19 نسخة مختلفة من أكتروس.
في عام 2010، اشترت نيوزيلندا أربع شاحنات أكتروس لنقل العربات نصف المقطورة ذات التحميل المنخفض رباعية المحاور ذات العرض القابل للتعديل لنقل المركبات المدرعة الخفيفة (LAVs).

## أكتروس الجديدة (2011)
مرسيدس أكتروس الجديدة من (إيدي ستوبارت) في عام 2011، ظهرت شاحنة أكتروس الجديدة لأول مرة. لا يتم مشاركة المكونات مع سابقاتها.

## الأكتروس الجديدة (2012)
أطلقت الشركة المصنعة لمرسيدس بنز، دايملر أيه جي الأكتروس الجديدة في يوليو 2011 حيث حظيت بكم من التجهيزات تمكنها من السير لمئات الكيلو مترات للرحلة الواحدة على أقل تقدير. بداية من التعليق الهوائي الكامل للمقصورة الذي يعطي لك الشعور بالراحة حتى على أقسى الطرق الوعرة. كما تأتي مع سريرين للنوم أحدهما غير قابل للاستخدام أثناء القيادة (حيث يتوجب طي كرسي السائق) وفي بعض الطرازات سرير واحد فقط. بالإضافة لوجود مساحات تخزين كبيرة خلف المقاعد والتي يمكن الوصول إليها من الداخل والخارج. تأتي الشاحنة بالكثير من تجهيزات الأمان مثل فرامل إيه بي إس ونظام الرؤية الليلية مرورا بـنظام التحذير عند الإنحراف عن الطريق.

## أكتروس الجديدة (2018 )

### أكتروس الجديدة مع مرآة كام (2018 إلى الوقت الحاضر)
في سبتمبر 2018، كشفت مرسيدس بنز عن شاحنة أكتروس 2019 المعدلة في معرض ألمانيا الدولي للسيارات (الإختصارIAA) للمركبات التجارية في هانوفر، ألمانيا.  تحتوي السيارة الآن على شاشتين ملونتين (شاشة تعمل باللمس وشاشة عرض المعلومات والترفيه خلف عجلة القيادة) لتحل محل مجموعة الأدوات التقليدية في طرازات أكتورس القديمة ويمكن دمجها مع أندرويد أوتو أو أبل كار بلاي. تم استبدال المرايا الخارجية بكاميرا ويمكنها القيام بالقيادة شبه الآلية باستخدام مساعد القيادة النشط.

## السعودية
في العام 2015 بدأت الشركة الوطنية لصناعة السيارات (ناي - NAI) إحدى شركات مجموعة الجفالي السعودية بإنتاج شاحنة أكتروس الجديدة كلياً في مصنعها بمدينة جدة غرب السعودية وذلك بعد عام على إطلاقها في أسواق المملكة بالحفل الذي أُقيم حينها بمدينة الدمام.في مايو 2014 
وقد احتفلت الشركة الوطنية لصناعة السيارات المحدودة (NAI) مؤخرا بإنتاج 75 ألف شاحنة من شاحنات مرسيدس ـ بنز من مصنع تجميع الشاحنات في الشركة، الذي مر على إنشائه 32 عاما.
ويعتبر إنتاج هذا العدد من الشاحنات إنجازا تاريخيا حققه المصنع ليكون بذلك أكبر مصنع لتجميع شاحنات مرسيدس ـ بنز في الشرق الأوسط.

## الجزائر
في ماي 2014 صنعت أول شاحنة جزائرية من نوع مرسيدس ـ بنز أكتروس من قبل الشركة الوطنية للعربات الصناعية (SNVI) وتخصص الدفعة الأولى منها إلى وزارة الدفاع لتكون في متناول المواطنين في الدفعات القادمة.

## المعرض

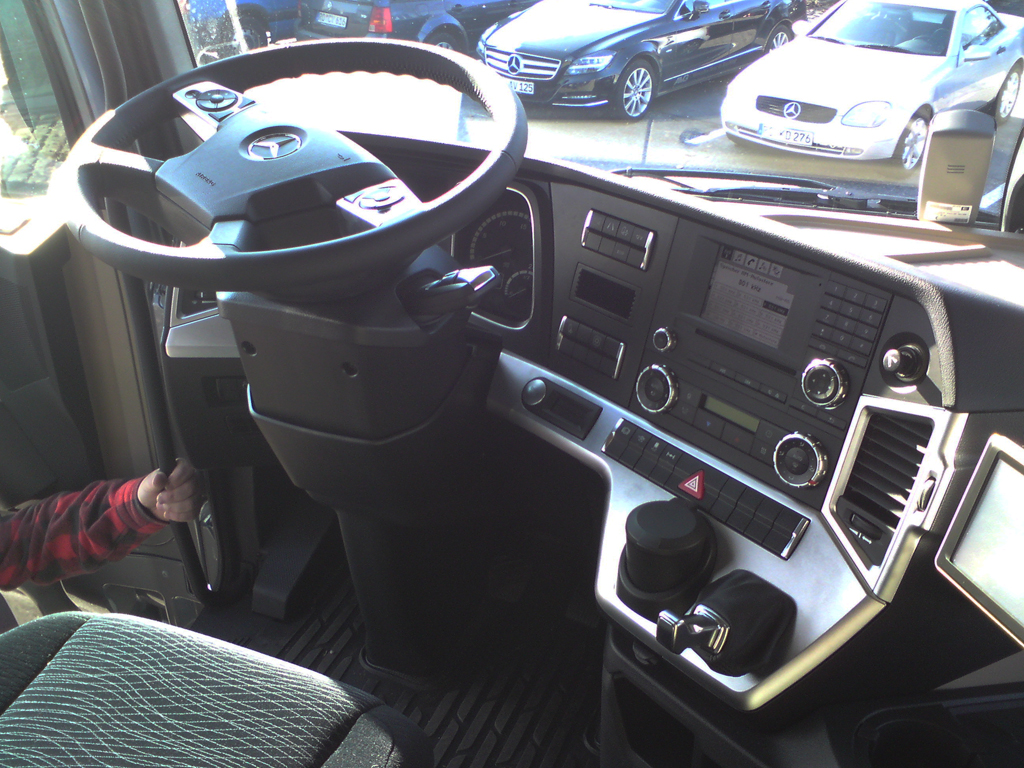
مقصورة أكتروس
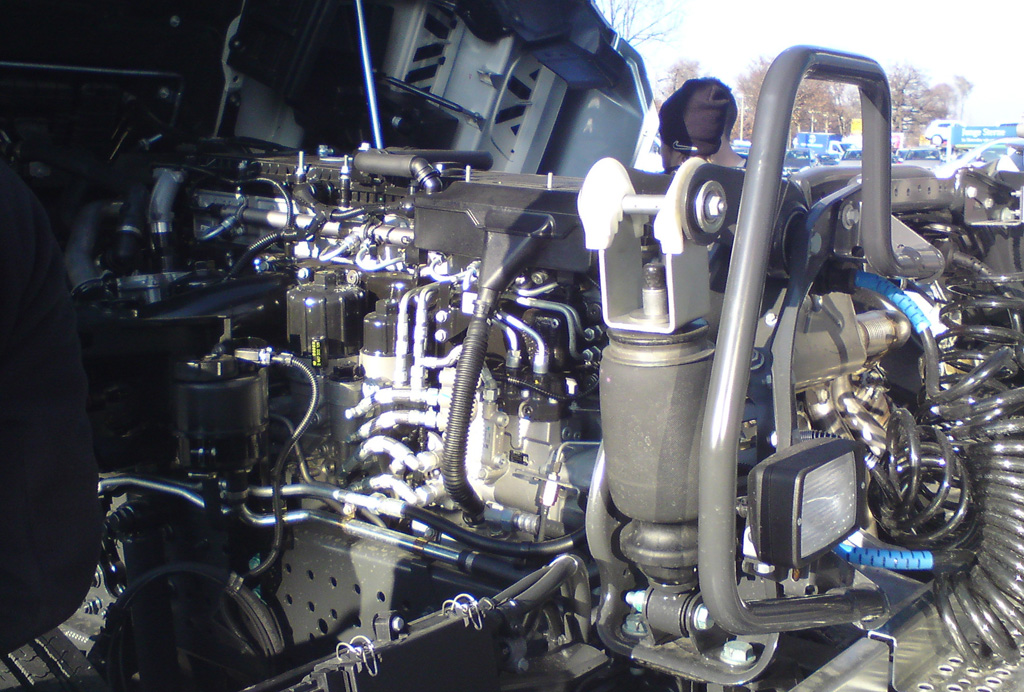
محرك أكتروس OM.471 V8
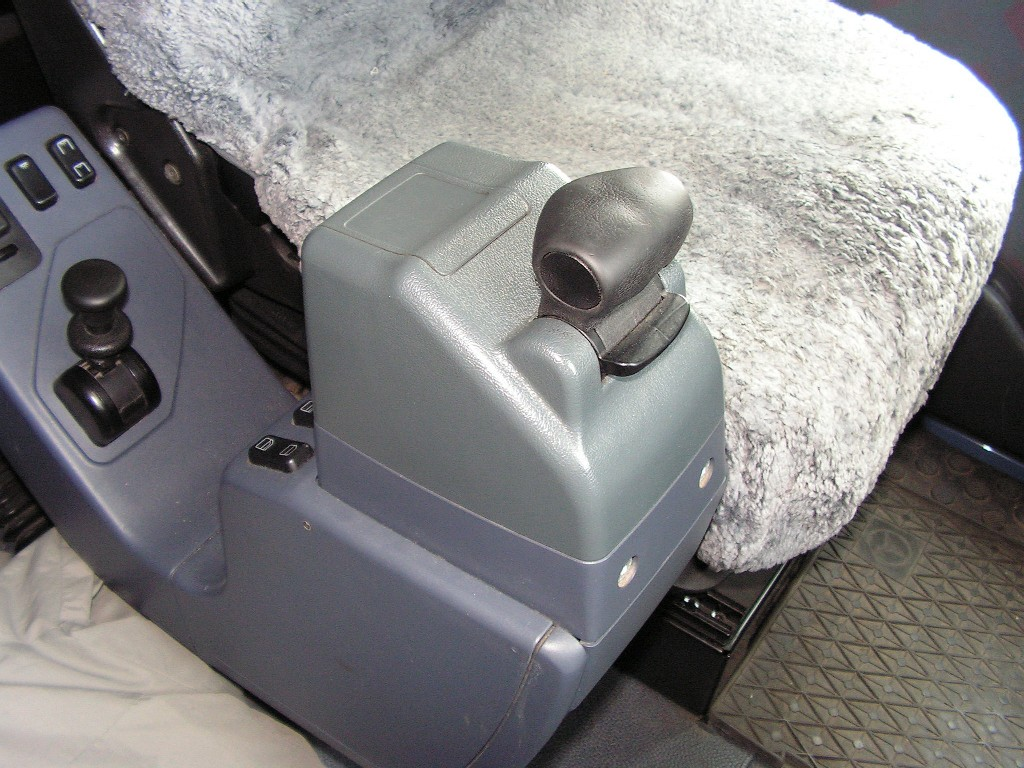
الغرفة الحديثة ل MP2
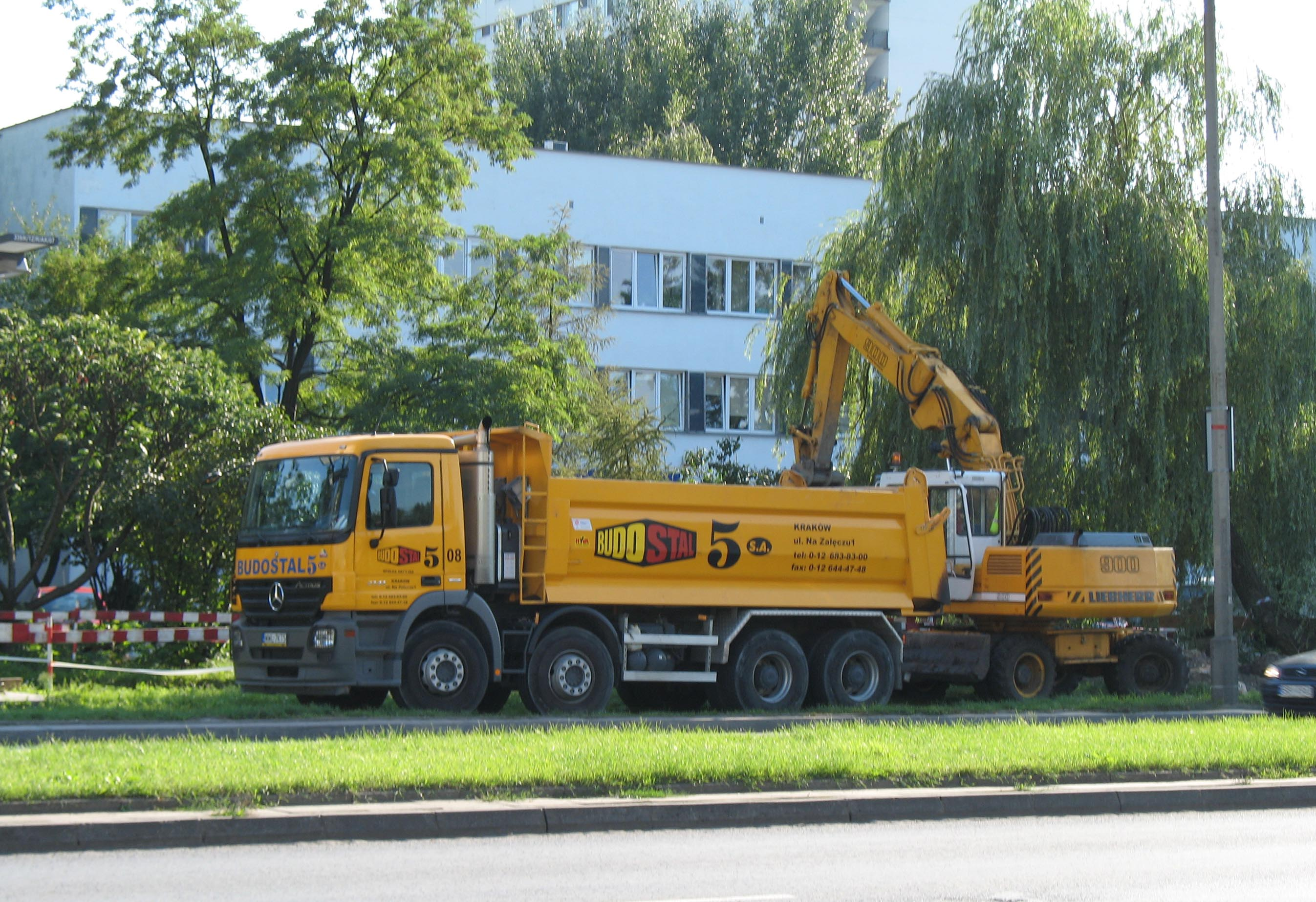
أكتروس 41
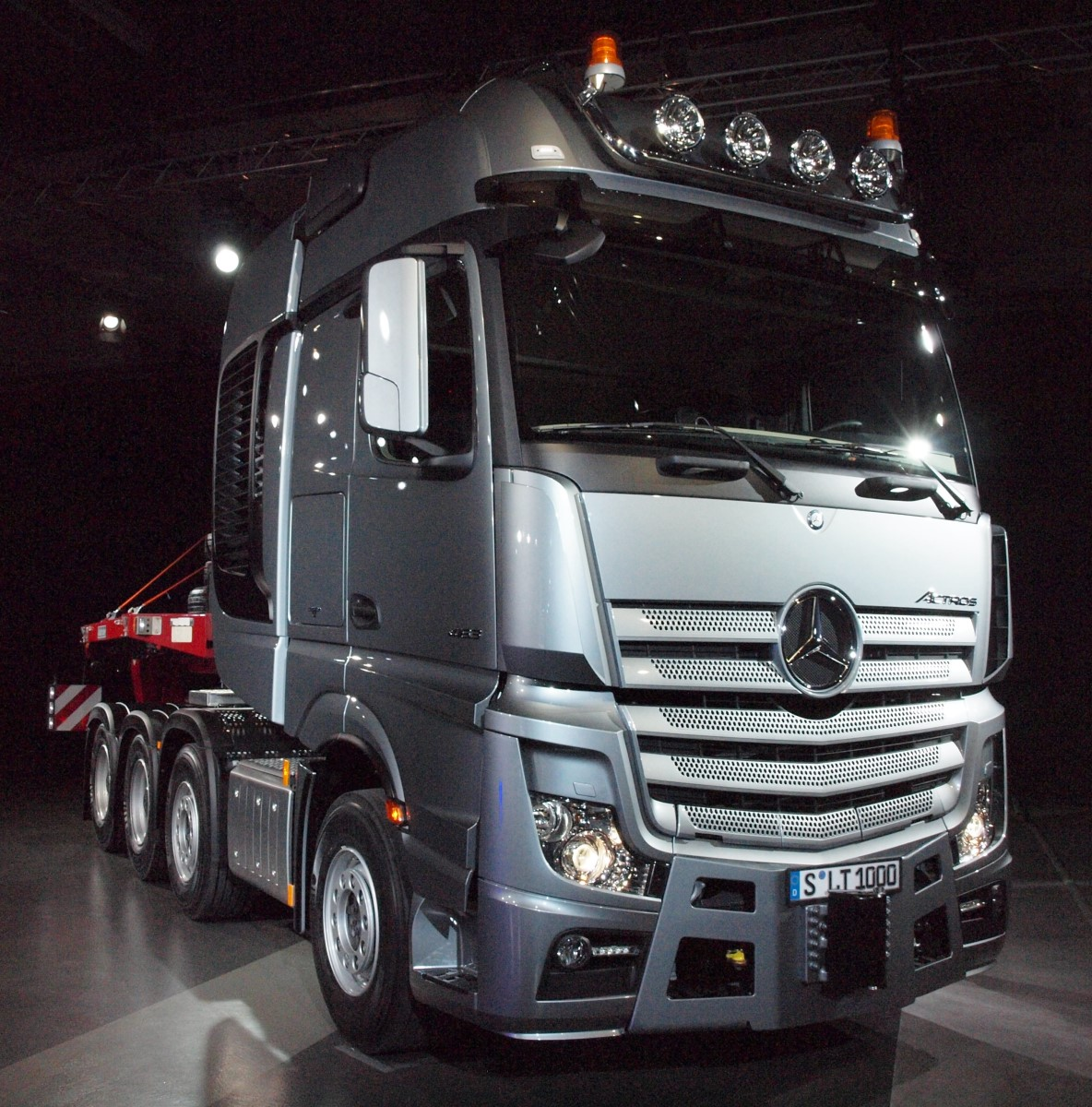
أكتروس SLT
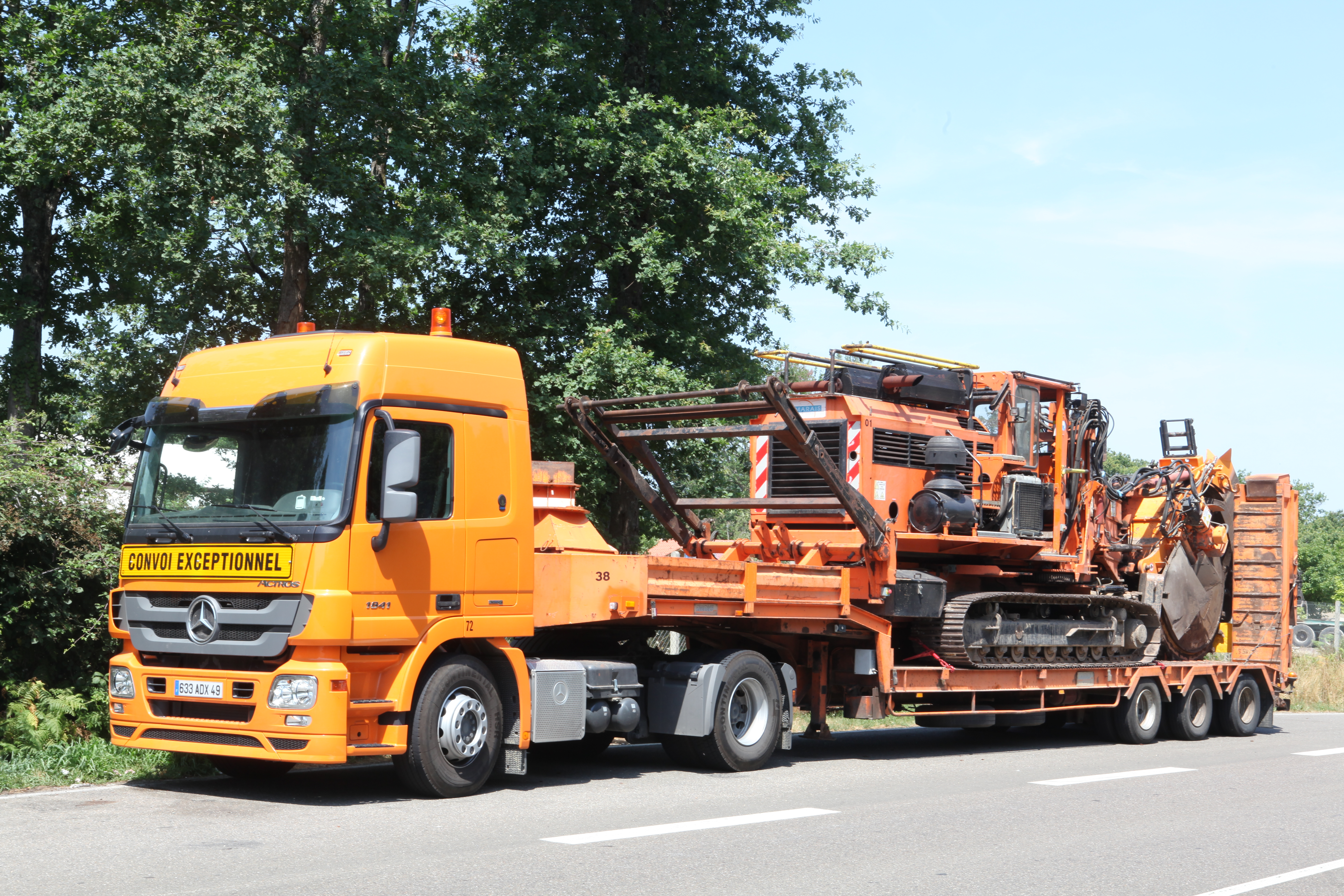
أكتروس (V8 ) 41
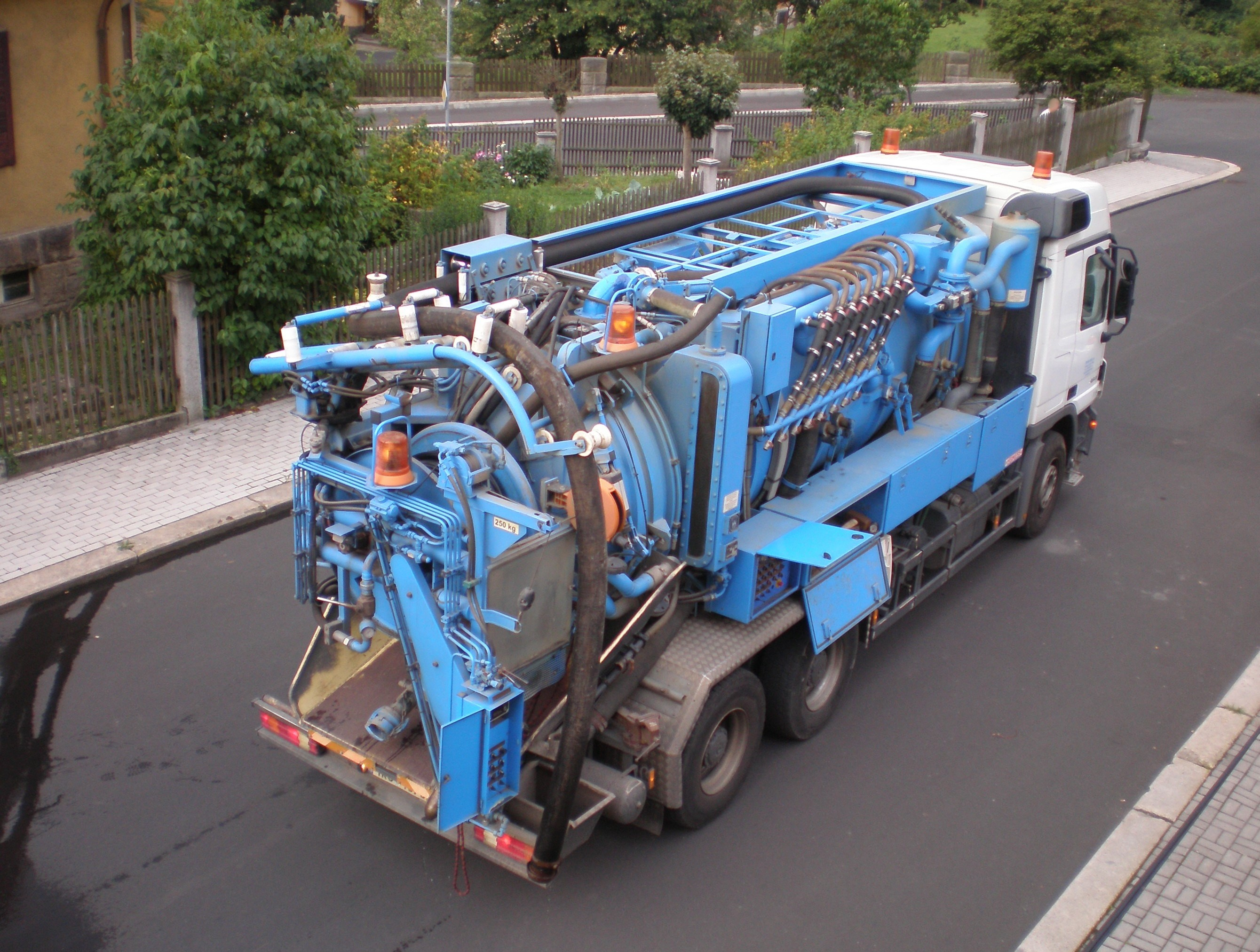
أكتروس أعمال شاقة
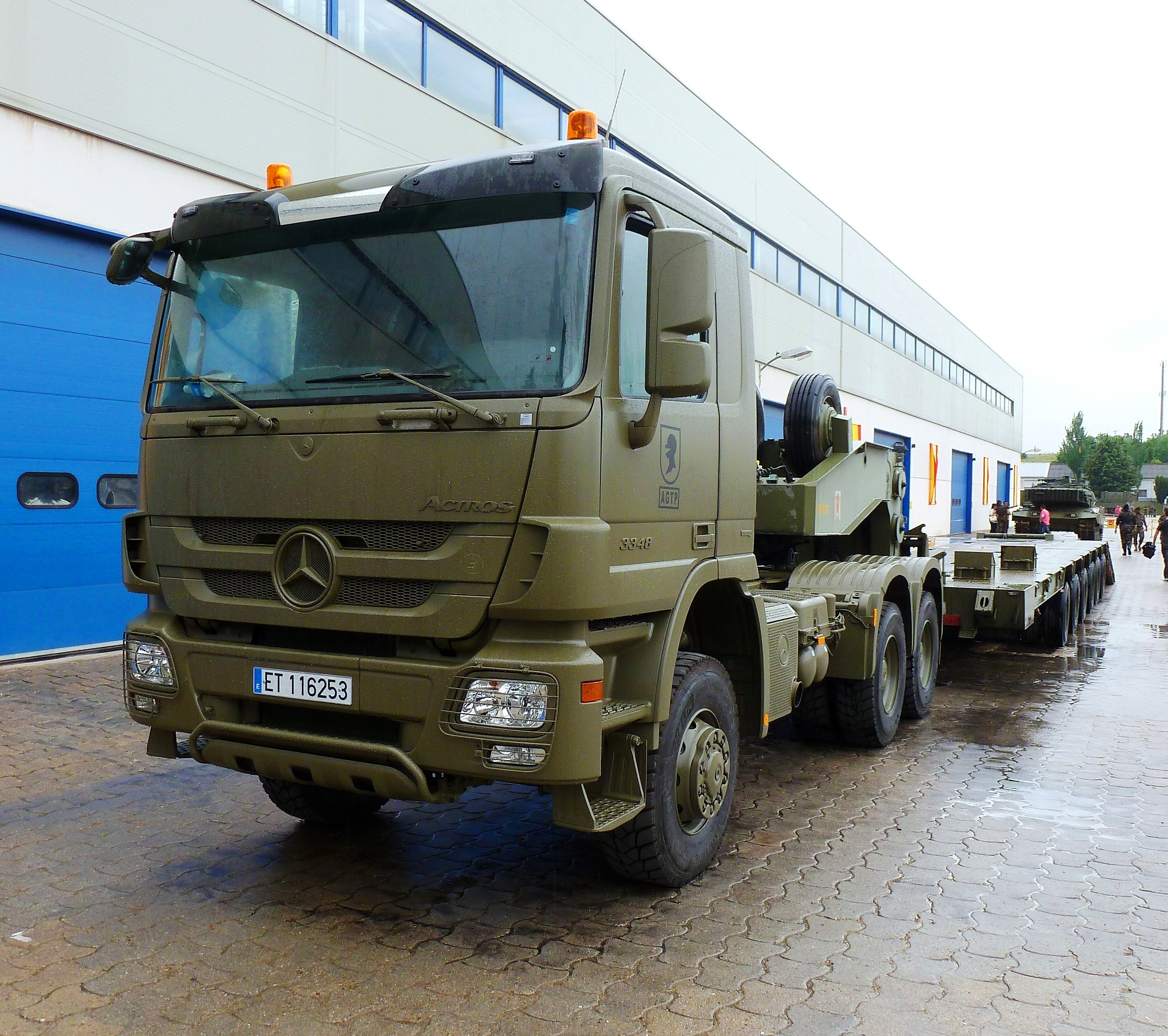
أكتروس شاحنة الجيوش
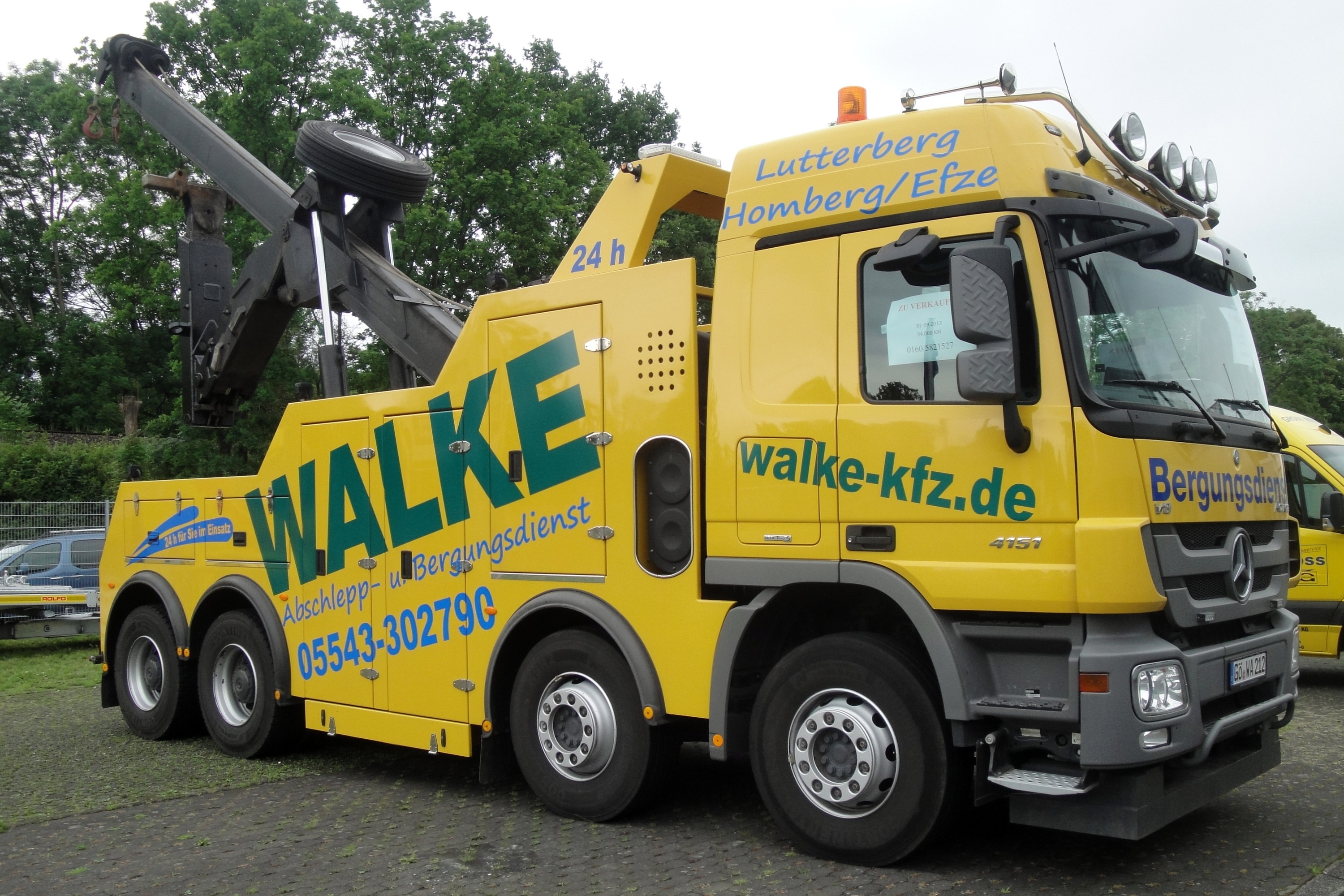
أكتروس (ونش)
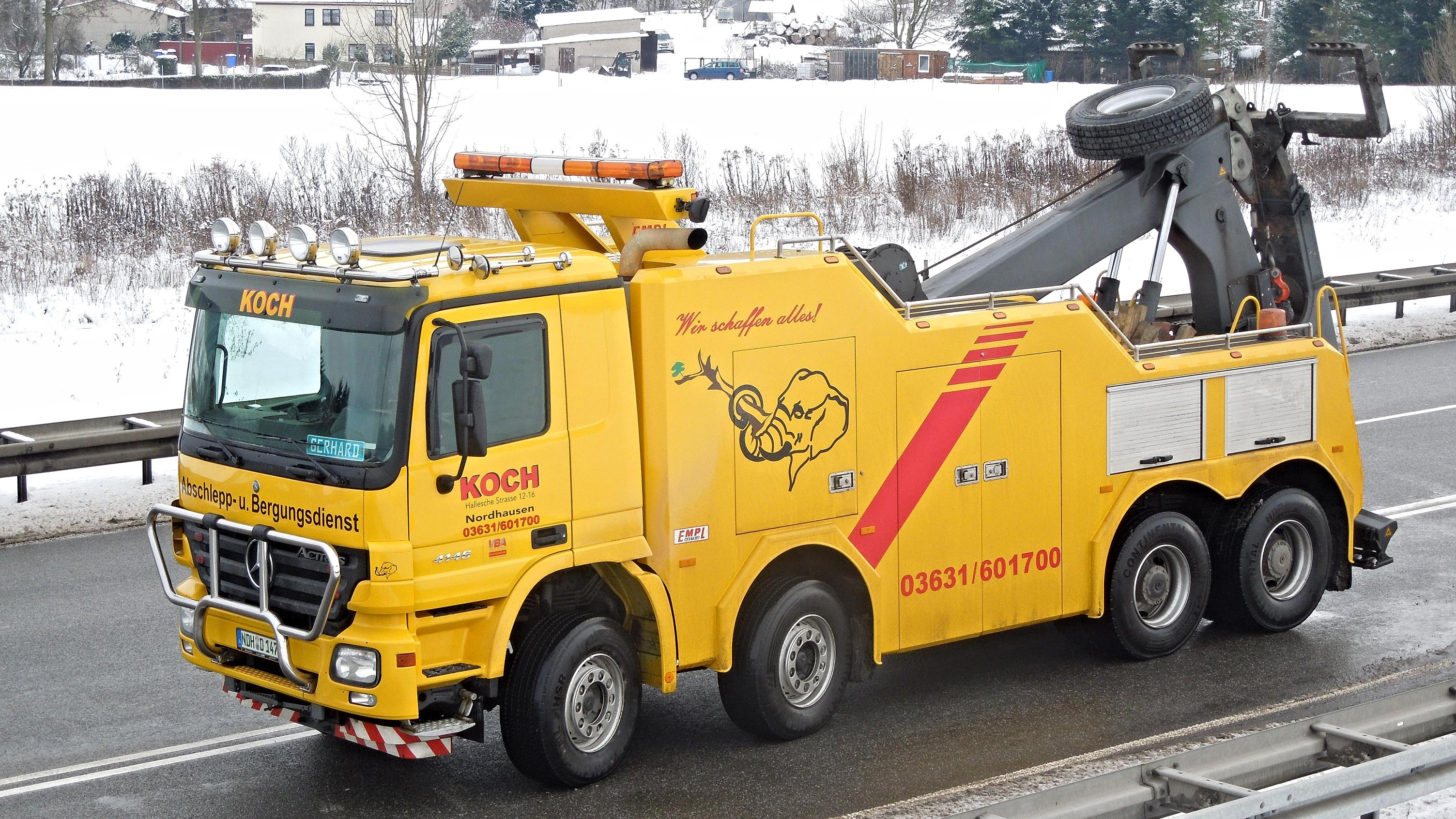
أكتروس الرافعة
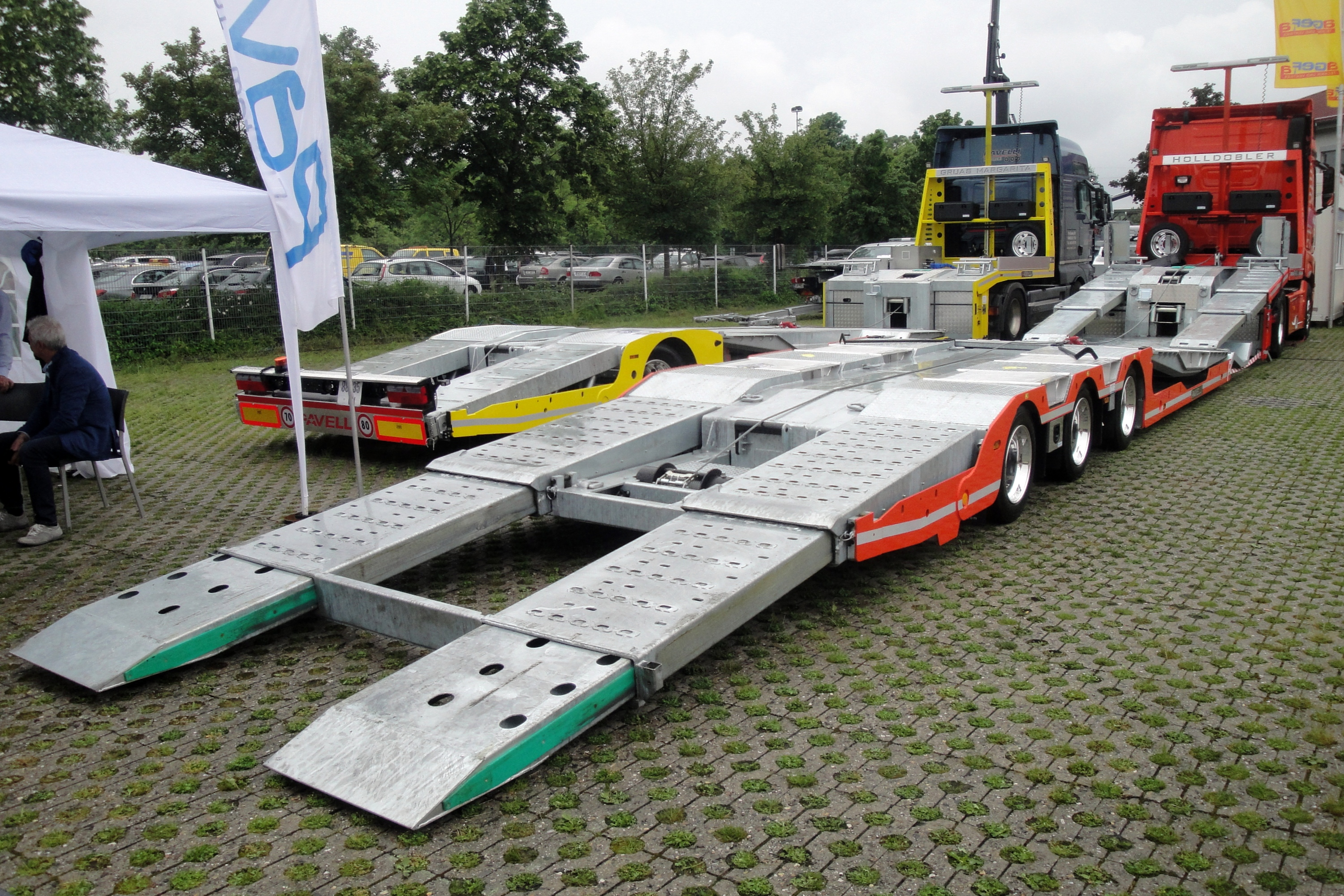
أكتروس (ناقل السيارات)
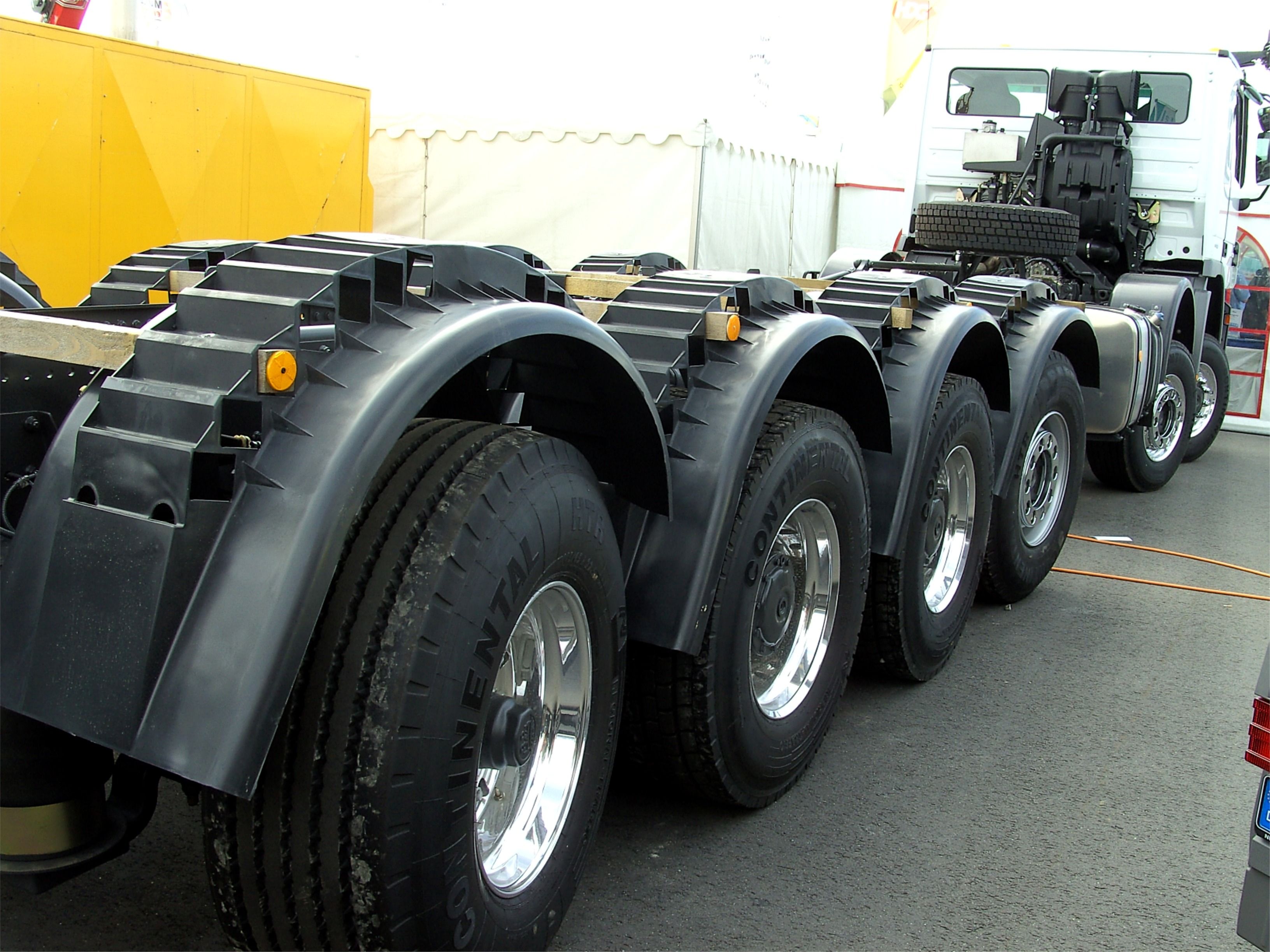
أكتروس الخاصة ( 12 عجلة مزدوجة)
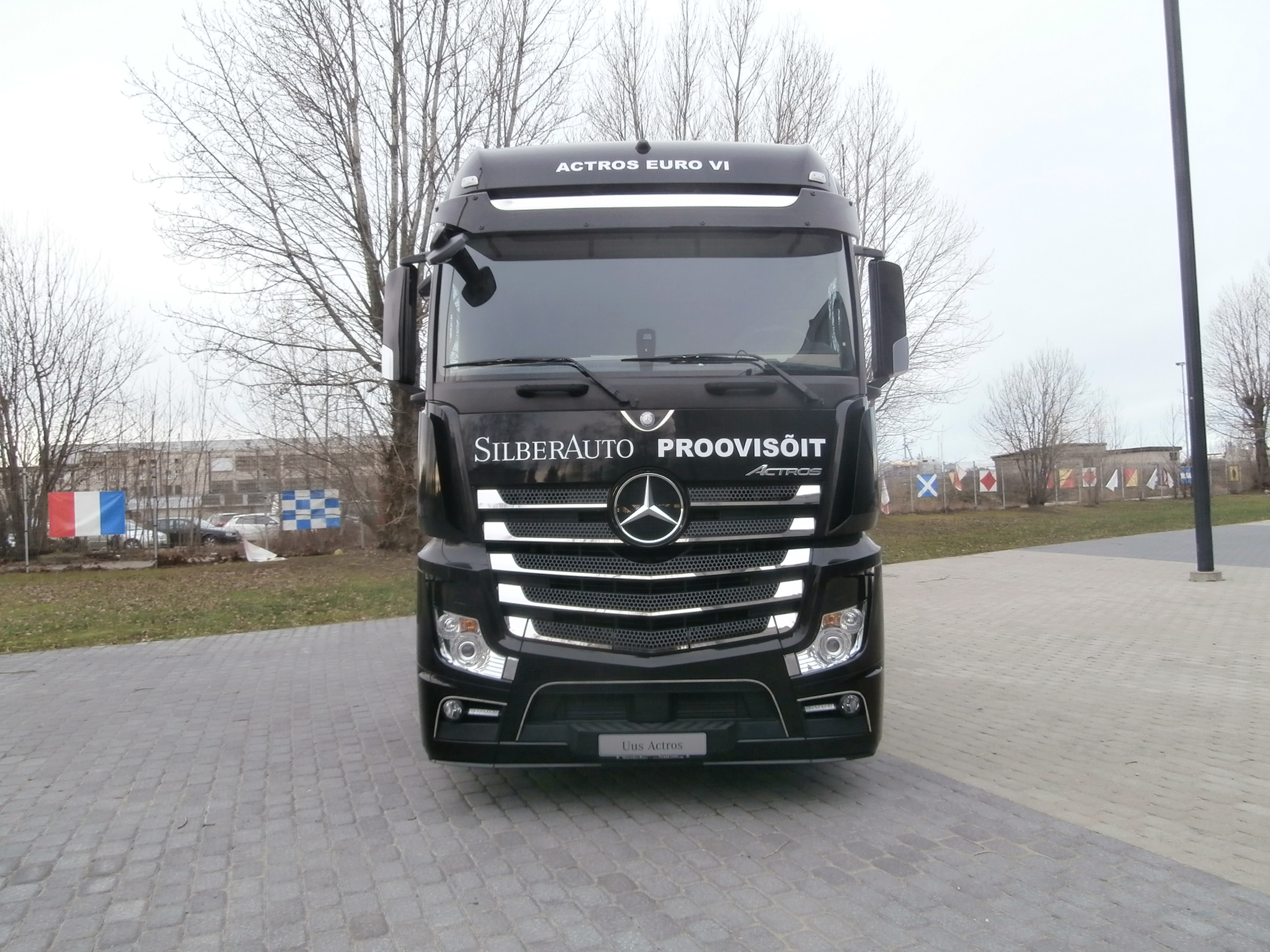
أكتروس 2013
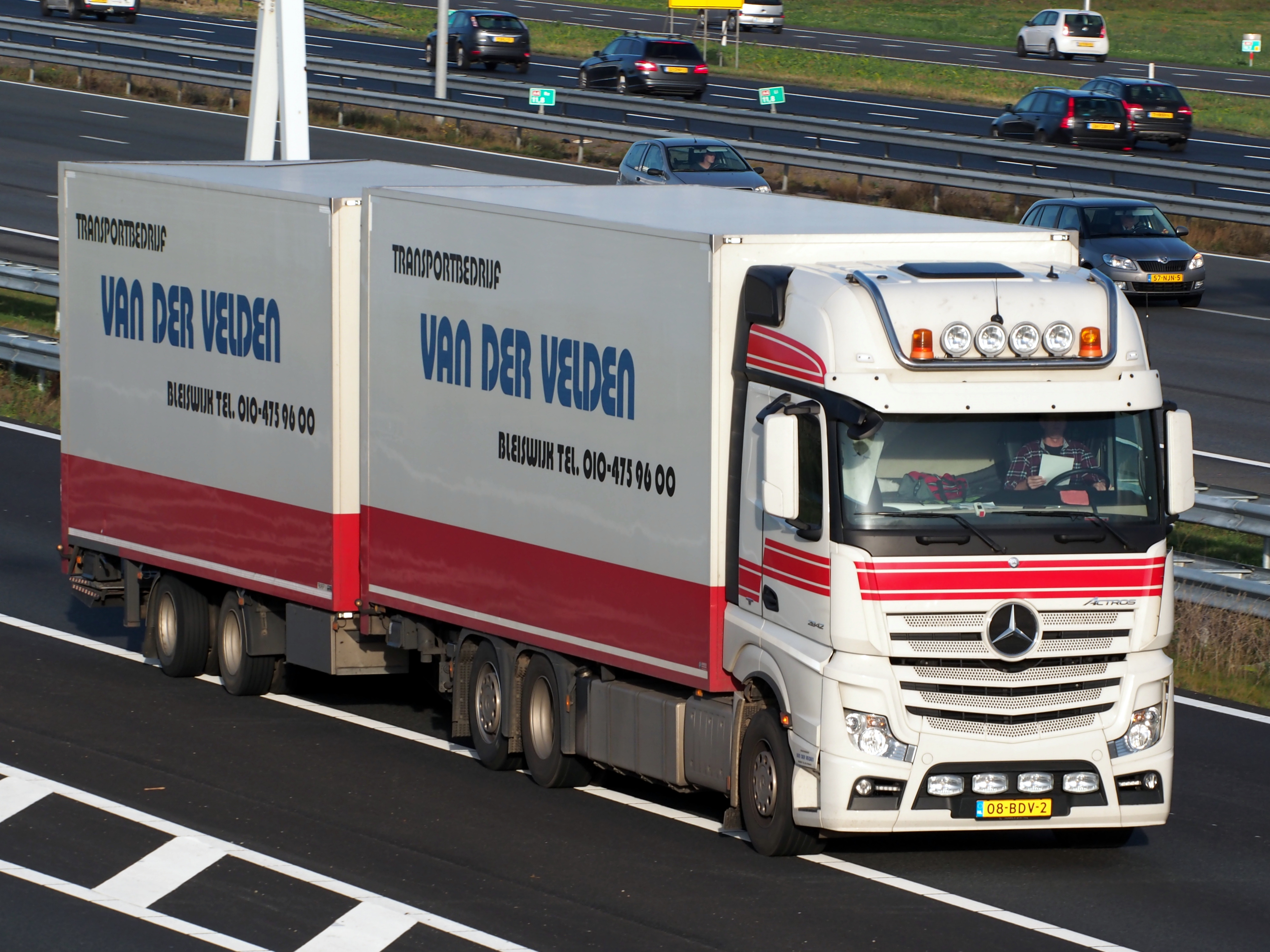
أكتروس قاطرة ومقطورة
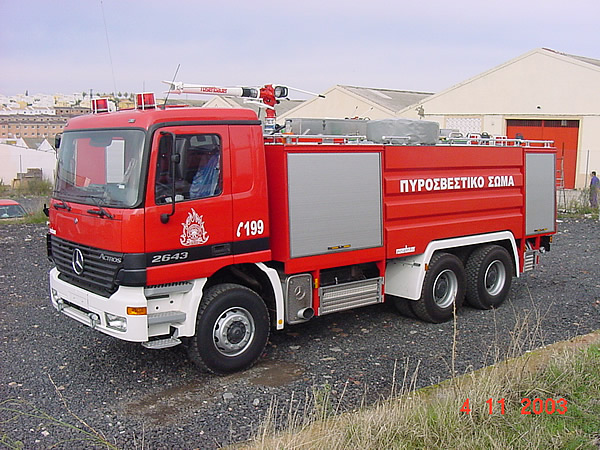
تنك مياه من أكتروس
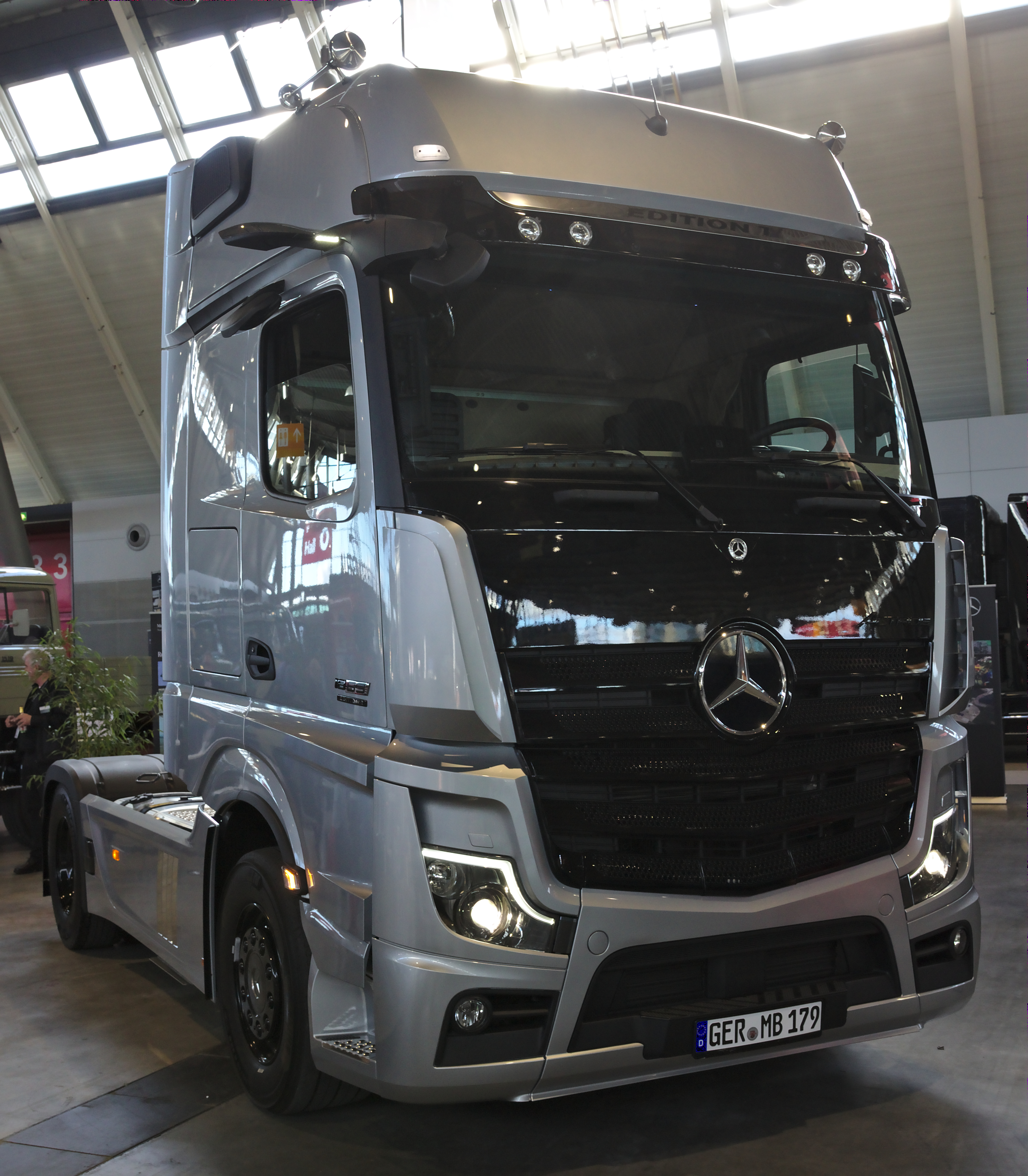
أكتروس الحديث 2018
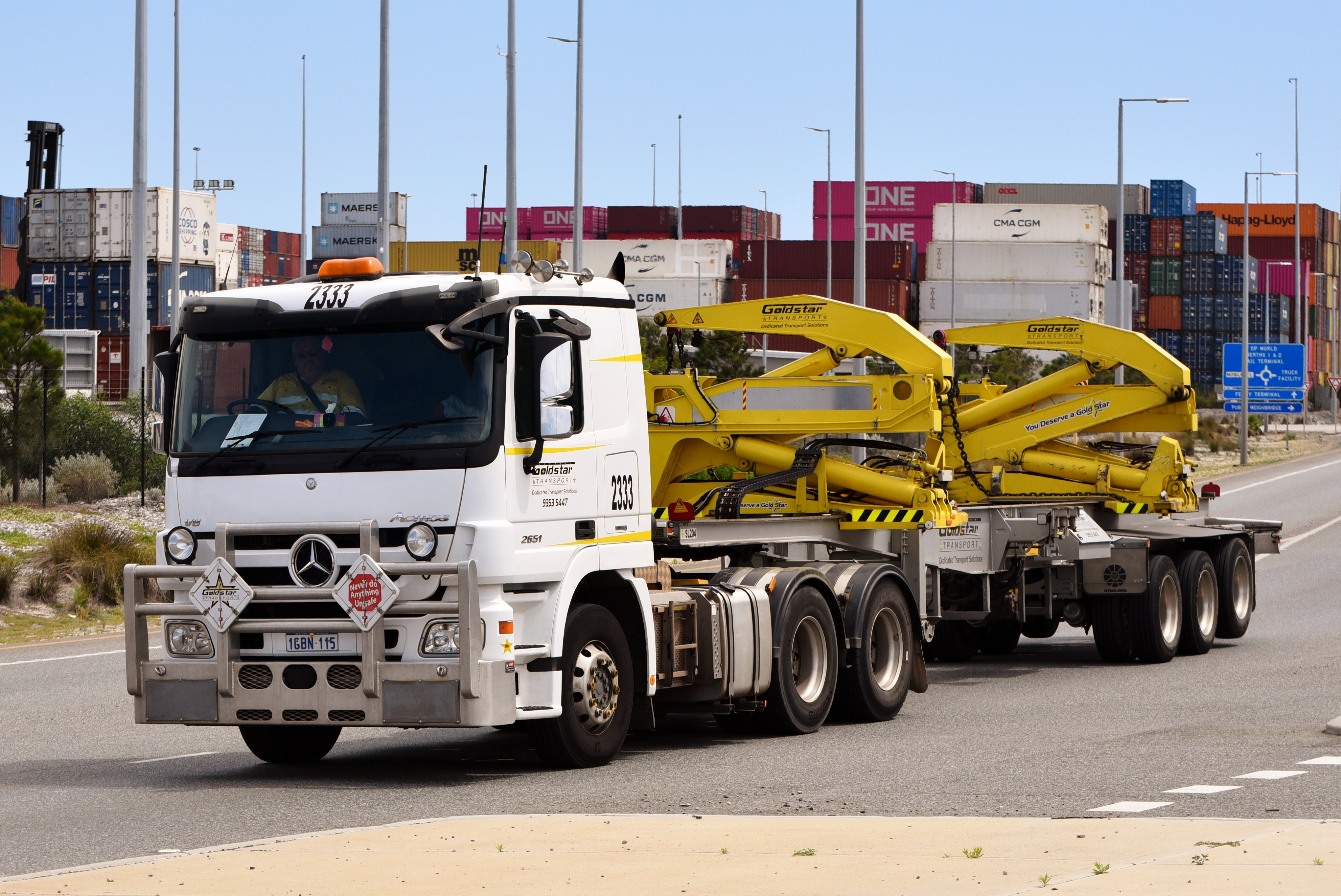
أكتروس 2020 استخدامات خاصة
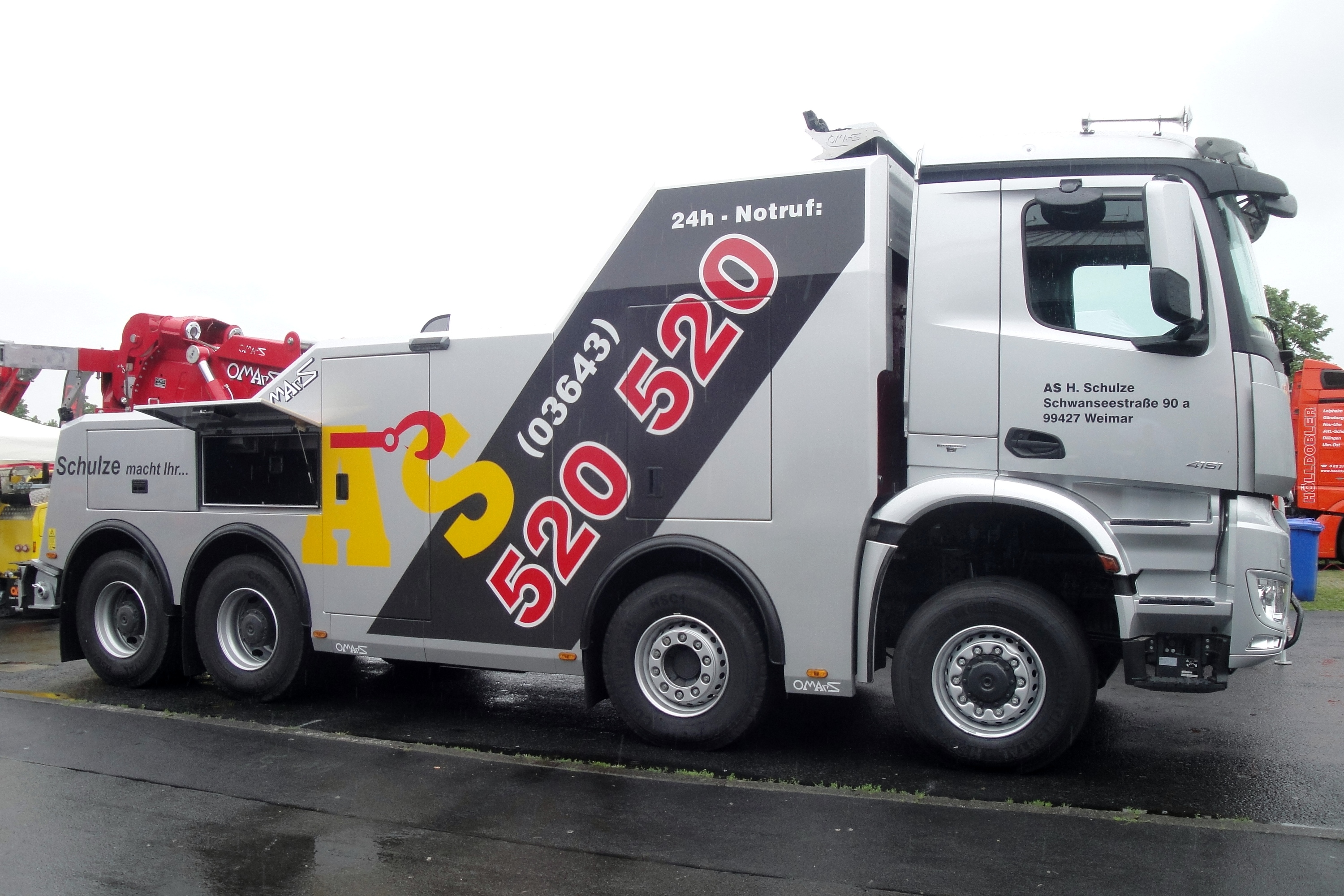
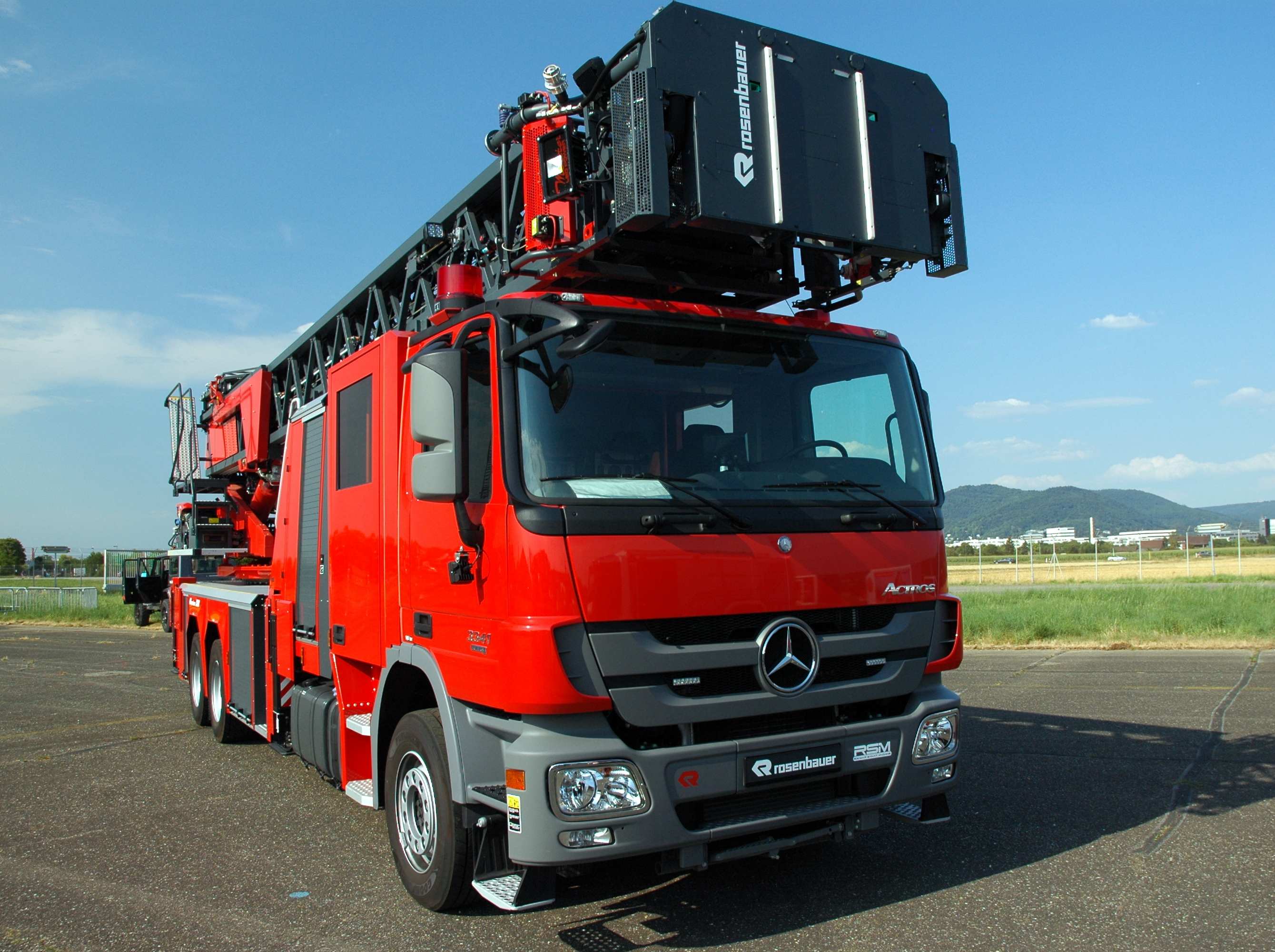
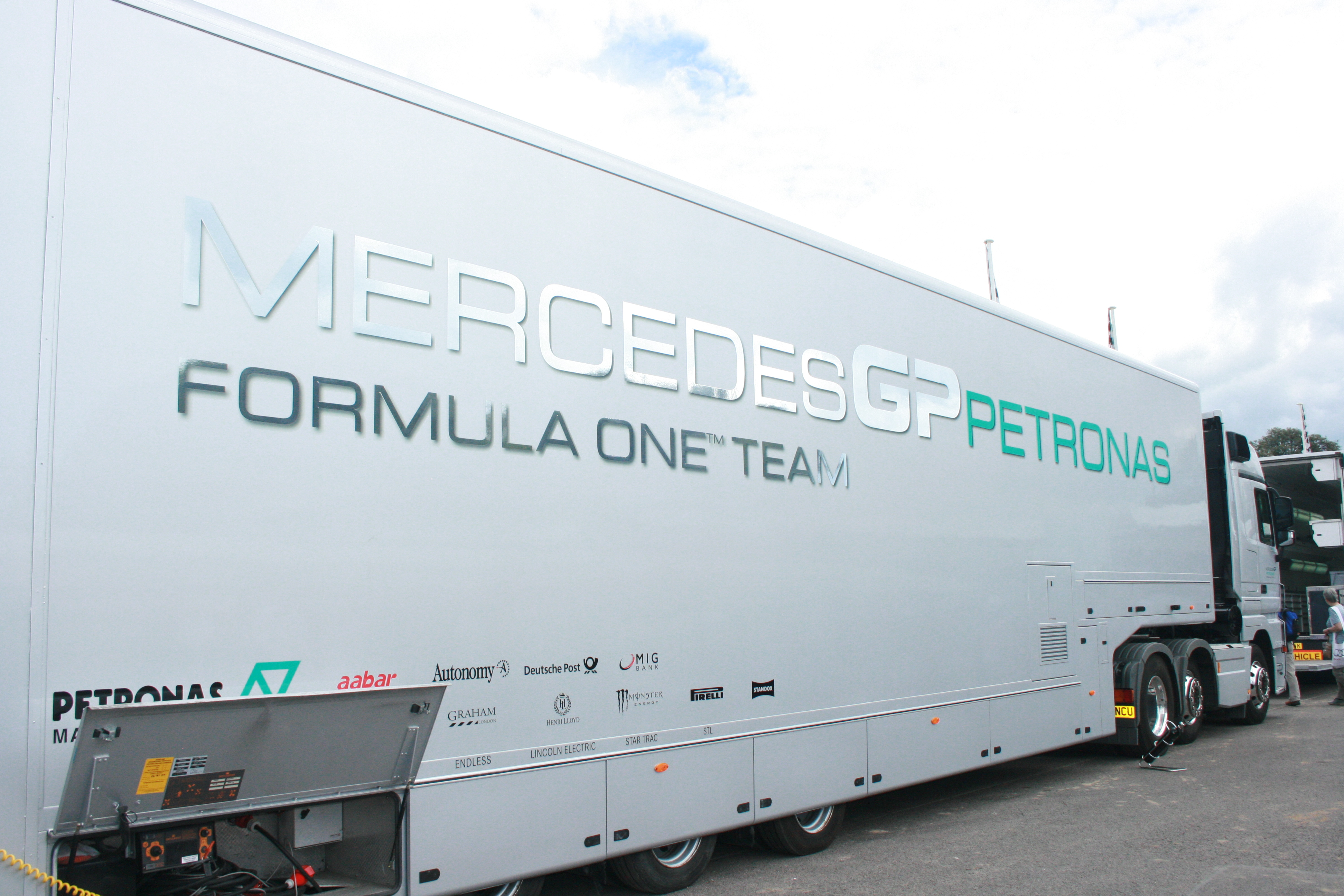

## روابط خارجية
- الموقع الرسمي
- وسائل الإعلام المتعلقة بشركة مرسيدس بنز أكتورس في ويكيميديا كومنز